# Museo Nazionale Romano

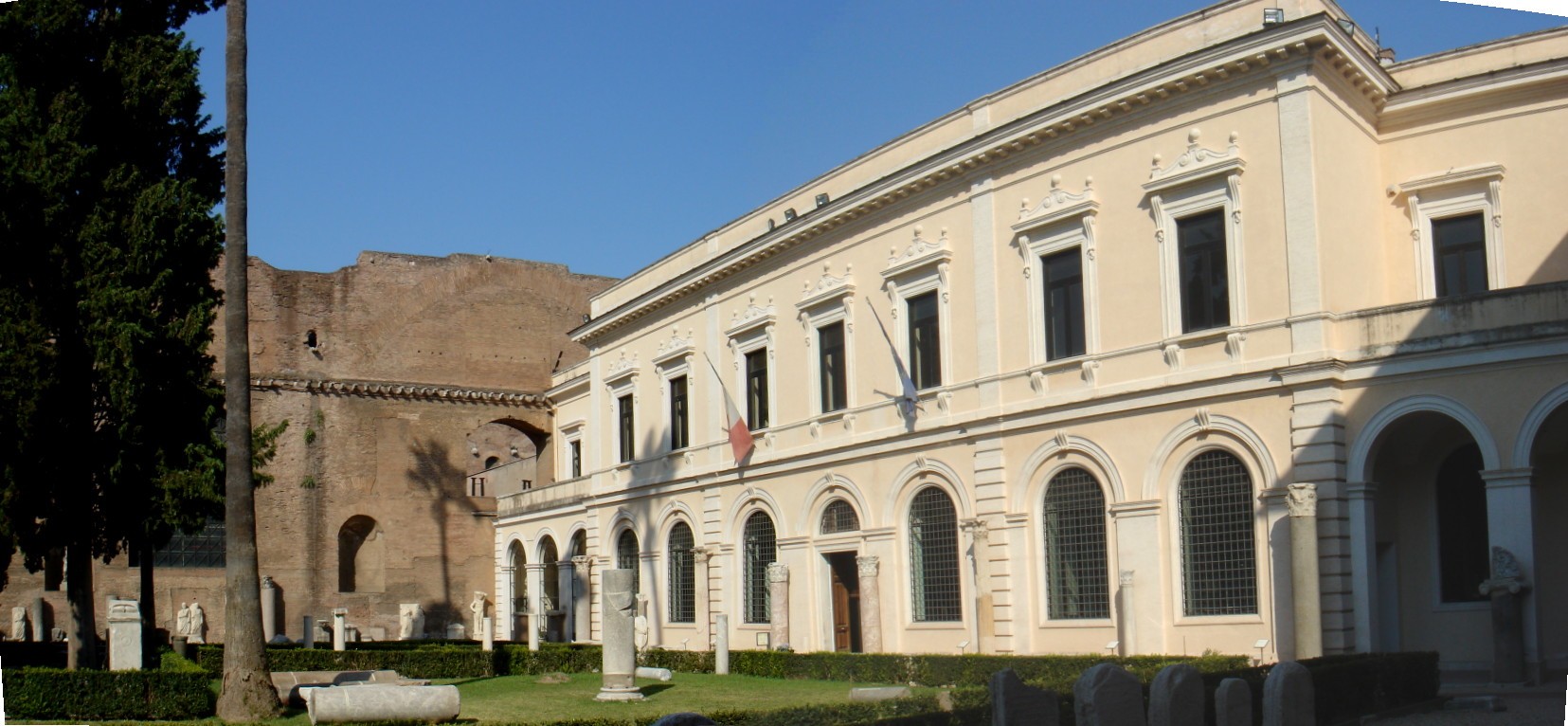
Museo Nazionale Romano

Het Museo Nazionale Romano is een archeologisch museum in Rome.
Het museum werd gesticht in 1889 en is verdeeld over vier gebouwen in Rome, namelijk het Palazzo Altemps, het Palazzo Massimo alle Terme, de Thermen van Diocletianus en de Crypta Balbi.

## Palazzo Altemps

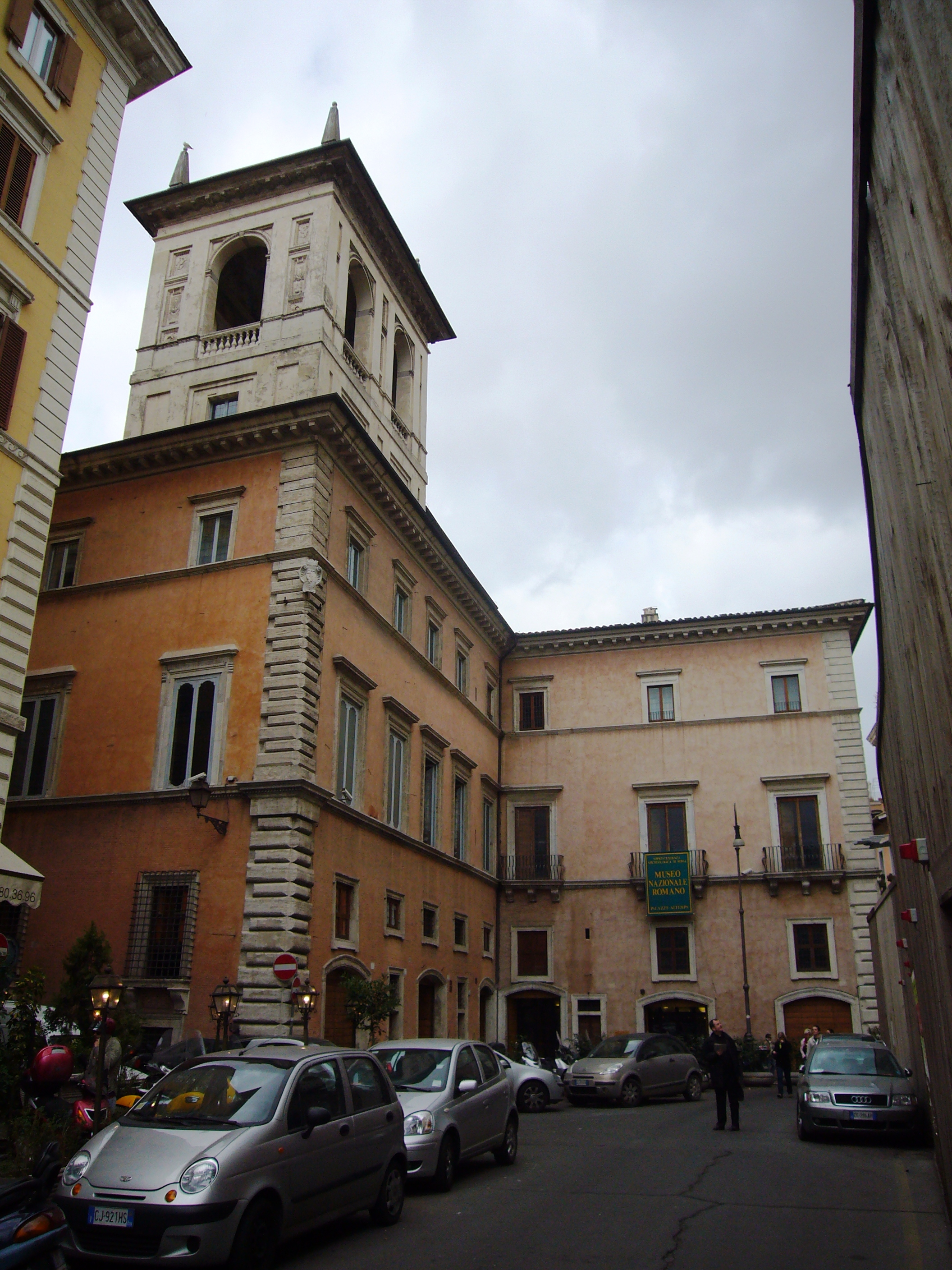
Toegang tot Palazzo Altemps

### Gebouw
Met de bouw van het Palazzo Altemps werd begonnen in 1477 door Girolamo Riario. Vervolgens werd er tussen 1511 en 1523 door kardinaal Francesco Soderini aan gewerkt en het gebouw werd uiteindelijk door kardinaal Marco Sittico Altemps en zijn nazaten afgebouwd na 1568.

### Collectie
In het palazzo staan nog 16 beelden van de Altempscollectie. Verder staan hier de Ludovisi Boncompagniecollectie (o.a. standbeelden van Apollo met lier, Athena Parthenos (Athena de maagd), Loghios Hermes, Orestes & Elektra en de zelfmoord van de Galaat), de Mattei collectie en de Egyptische collectie van het Nationaal Museum.

## Palazzo Massimo alle Terme

### Gebouw
Palazzo Massimo alle Terme heeft haar naam van de adellijke Massimo familie, die in de 19e eeuw de Villa Peretti Montalto bezat. Dit gebouw was ooit de woning van kardinaal Felice Peretti (later paus Sixtus V). Vanaf 1860 werd de villa langzaam gesloopt om plaats te maken voor het nieuwe treinstation Termini. In 1883 begon de jezuïet Massimiliano Massimo met de bouw van het tegenwoordige palazzo, naast het nog bestaande centrale deel van de oude 16e-eeuwse villa. In 1888 werd het oude deel onteigend en gesloopt om ruimte te maken voor een uitbreiding van het station. In het nieuwe deel huisde tot 1960 het Jezuïetencollege 'Massimiliano Massimo'. De Italiaanse staat kocht het pand in 1981, waarna het een deel van het Nationaal Museum werd.

### Collectie

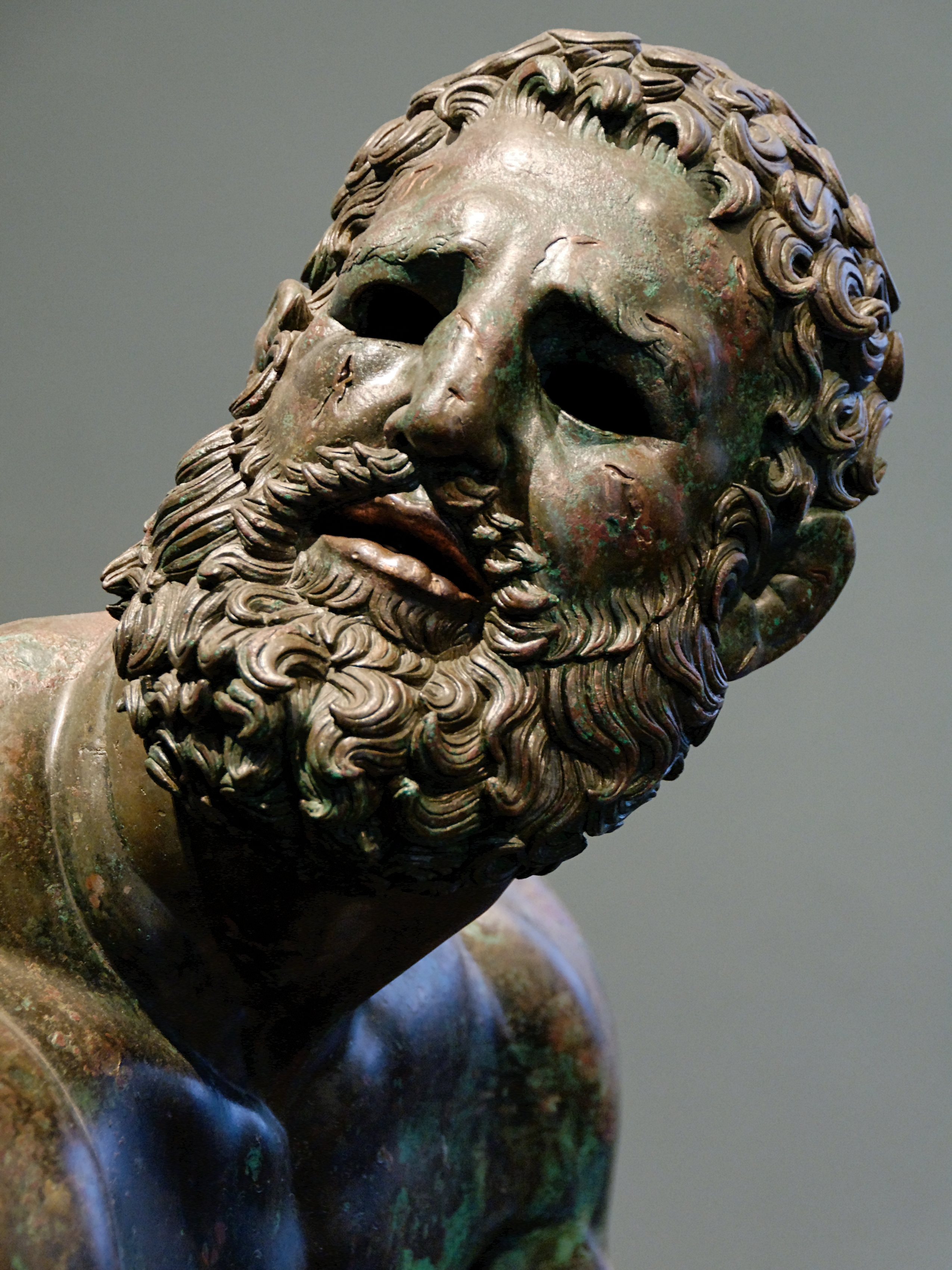
Rustende bokser, ca. eerste eeuw voor Christus

Het Palazzo Massimo heeft een kelder en drie bouwlagen.
- De kelder bevat een grote collectie juwelen en (vooral gouden) munten.
- Op de begane grond staan veel beelden en reliëfs uit zowel de republikeinse en keizerlijke periode van het Romeinse Rijk, waaronder een standbeeld van keizer Augustus en de Niobide (voorstelling van een dochter van Niobe): een Grieks standbeeld uit ± 440 v.C. dat waarschijnlijk nog aan Julius Caesar heeft toebehoord. Daarnaast staan er twee bronzen beelden: de rustende bokser en de Helleense vorst.
- Op de eerste verdieping worden o.a. gebeeldhouwde hoofden van Julia (dochter van Titus), Vespasianus, Sabina (Vrouw van Hadrianus), Antinoüs en Antoninus Pius getoond. Ook staan hier reliëfs die de provincies uitbeelden en standbeelden van de 'Diskobolos Lancelotti' of 'de Discuswerper' (een marmeren Romeinse kopie van het Griekse origineel gemaakt door Myron van Eleutherae), de Apollo's van Anzio en Tiber, een bronzen beeld van Dionysus en het beroemde beeld 'de slapende hermafrodiet' uit de 2e eeuw.
- De tweede verdieping ten slotte bevat schilderijen, mozaïeken en stucco's.

## Thermen van Diocletianus

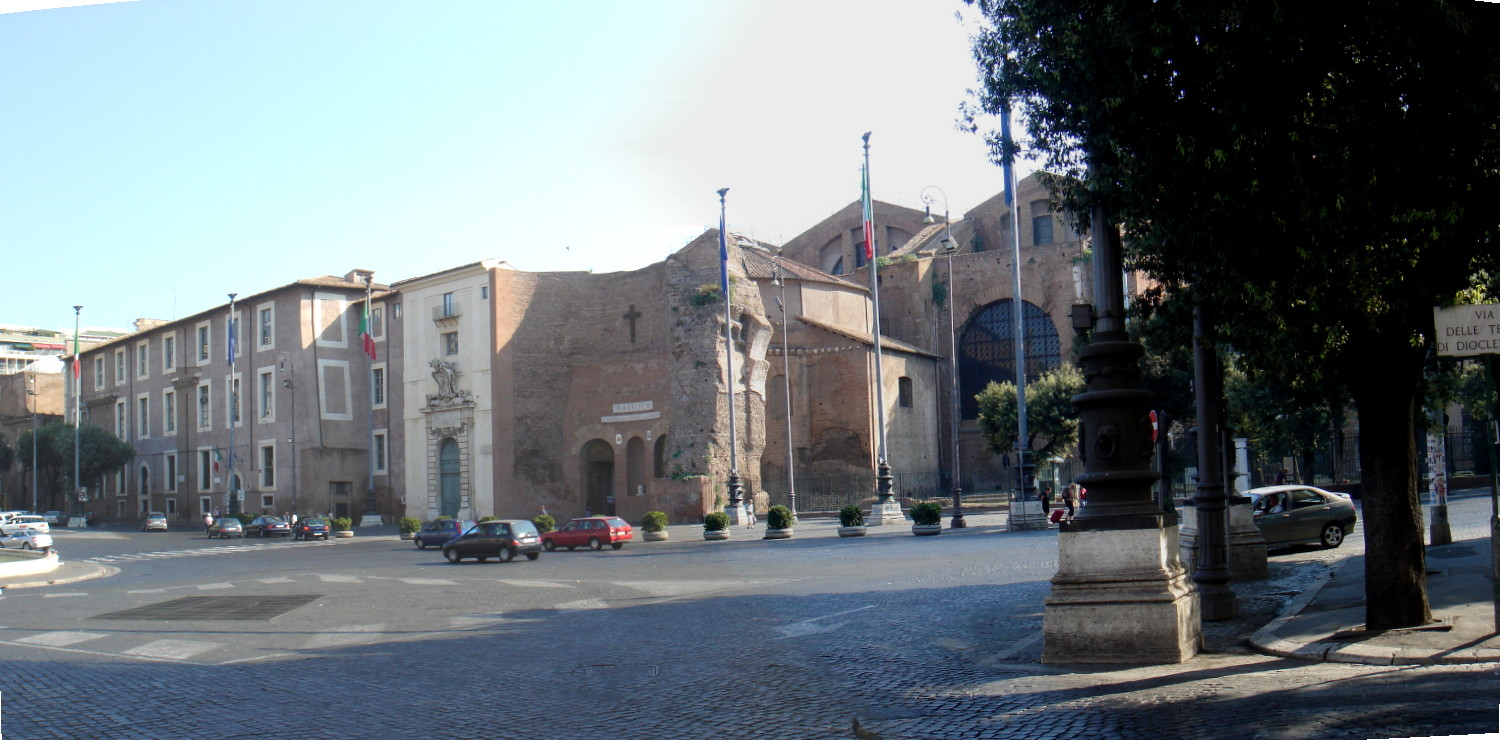
Thermen van Diocletianus

### Gebouw
De Thermen van Diocletianus waren met een oppervlakte van 13½ hectare de grootste publieke thermen van Rome. Er werd in 292 met de bouw begonnen en het duurde tot 306 voordat het gigantische gebouwencomplex af was. Het was in gebruik tot 537. In het tepidarium en frigidarium werd in de 16e eeuw de 'Santa Maria degli Angeli e dei Martiri'-kerk gebouwd.

### Collectie

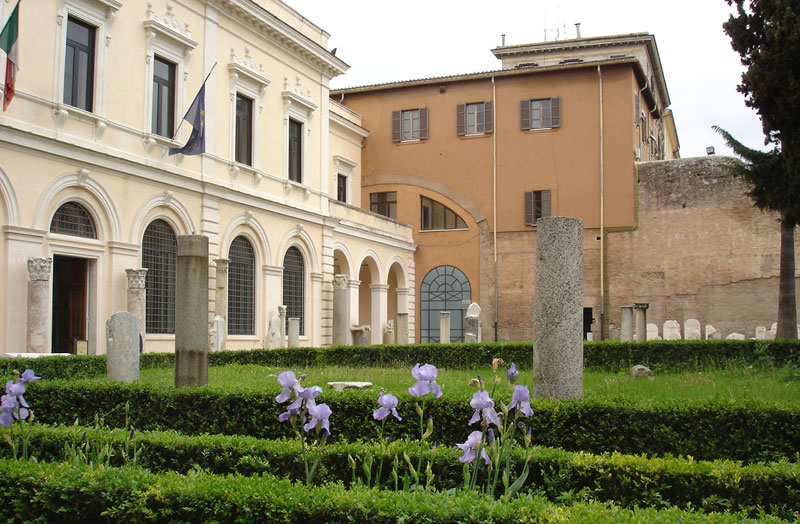
De thermen

De thermen bevatten diverse bronzen en marmeren beelden. Ook zijn er archeologische opgravingen en vondsten te zien. Van de thermen zelf is nog een groot gedeelte bewaard gebleven.

## Crypta Balbi

### Gebouw
De Crypta Balbi was een deel van het theater van Balbus uit 13 v.Chr. Het werd in 1901 door de Italiaanse staat aangekocht en in 2000 toegevoegd aan het Nationaal Museum.

### Collectie
De Crypta bevat vondsten die vanaf 1981 ter plaatse zijn opgegraven en verder een tentoonstelling over Rome tussen de 5e en 10e eeuw.